# ありがひとし
ありがひとし（1972年8月23日 - ）は、日本の漫画家、キャラクターデザイナー。当初は「有賀ヒトシ」名義で活動を行い途中からひらがなの名義も併用していたが、2016年以降は「ゲン担ぎ」の意味を込めてすべてひらがなの名義で活動している。妻は古代祐三の実妹である古代彩乃。

## 来歴・人物
ゲーム業界の出身で、ドット絵やキャラクターデザイン、攻略本の挿絵等を手がけていた。その関係でイラストレーターのLA斉藤や中井覚、ゲームミュージックを手掛ける作曲家の古代祐三や葉山宏治と親しい間柄で、ロックマン関連の作品を手がける稲船敬二とは古くから親交がある。
作風は漫画「ロックマンメガミックス」に代表されるように、角ばった機械的なタッチと丸みのある生物的なタッチを共存させる独特な画風が特徴。依頼元から許される範囲で機械的・生物的両方のギミックを突き詰めた独自の設定資料を描き起こす工程を経ることが多く、依頼元とどのように打ち合わせてどうアレンジしたかの経緯を著作やネット上で多数公開している。
中学生の頃発売された『ロックマンシリーズ』への思い入れはこの上なく、公式の場で『自他共に認める「漫画家一のロックマンファン」』と紹介されるほど。その心持は自身の代表作である『ロックマンメガミックス』に大きく反映されている。多少のアレンジに賛否はあるものの、本来の世界観とキャラクターを大切にした内容に魅せられたロックマンファンも少なくない。有賀の描くロックマンの世界観は、初期ロックマンを遊んだときに受けた印象の延長線で物語を描いていると本人は発言している。
新装版メガミックスでは帯コメントに稲船敬二から「もうはっきり言って、有賀さんのロックマンは本物だと思ってるんで。」と書かれ、『ロックマンマニアックス』でのロックマン初代企画マンA.Kとの対談では「有賀さんの大切にされているであろう部分と、私の大切にしていた部分とが、すごく似ているんだと、この作品を読ませていただいて強く思いました。」とも言われている。
幼少期の模型製作趣味、主にプラモデルに対するこだわりから「キャラクター・オブジェクトを複数のパーツから構成し組み立てる」という独自発想が、そのままキャラクターデザインに応用されたと語られている。「ロックマンメガミックス」における独自アレンジも独自発想が大きく関わっているとも作画配信にて本人から語られている。
バンダイナムコゲームスのSHIFTYLOOKにて連載の『風のクロノア』のアメコミ版では、クロノア開発スタッフの一人でキャラクターデザインのあらゐよしひこから「もう、完全に安心してお任せしております」とも言われ、コミカライズ元である原作ゲーム開発者からの評価は高いようである。
ゲーマーとしての一面もあり、『ストリートファイター』など、1990年代のカプコンのゲームはお気に入りのようである。他にもガンダムシリーズ、恐竜、忍者、カレー、ポケモンなど、そのこだわりは相当深い。自身のTwitterではコミックボンボン執筆当時、ブーム前のポケモンに惚れ込み、コミカライズしたかった旨を編集部に伝えたが適わなかったと発言している。
2013年以降はポケモンカードゲームの関連商品や、ポケモンセンター専売グッズ、ポケモンだいすきクラブのイラストを手がける事が増えている。『ポケットモンスター X・Y』『ポケットモンスター オメガルビー・アルファサファイア』ではポケモンのデザインも担当した。
同じ2013年10月から、漫画原作者大崎悌造との共著で『ようかいとりものちょう』を刊行。その後も巻数を重ね、長期シリーズとなっている。
2024年アメリカ合衆国サンティエゴにて開催されたコミコンに参加しインクポット賞を受賞。日本人作家では手塚治虫、モンキーパンチ、高橋留美子などの名だたる受賞者達と肩を並べる事となった。

## 作品リスト

### ロックマン関連の漫画作品
- 『ロックマンリミックス』（1996年4月 講談社、コミックボンボンデラックス） - 現在「メタルハート」は新装版メガミックスに、「破壊指令」「メガミッション」はロックマンマニアックスに収録されている
- 『ロックマンメガミックス』- 1997年～1998年刊行（ボンボンKC)　2003年に復刊版（エンターブレイン）を、2009年に一部を修整した新装版（ウェッジホールディングス）を刊行。2015年には新装版をベースとした版が復刊ドットコムより刊行。
- 『ロックマンギガミックス』（2009年～2010年ウェッジホールディングス） - 完全描きおろしで刊行
- 『ロックマンマニアックス』、（1997年～1998年コミックボンボン本誌連載） - 2003年（エンターブレイン版）に一部収録、2011年に他ロックマン関連作品や設定資料、それまでメディアにてほぼ発言がなかったロックマン初代企画マンA.Kとのロング対談を収録した単行本（ウェッジホールディングス版）発売
- 『ロックマン10年史大事典』（1998年3月講談社）- 監修・本文イラスト&本人の思い出漫画、稲船敬二、池原しげと、岩本佳浩との対談
- 『ロックマンを作った男たち ロックマン誕生伝説）- 1994年～1995年コミックボンボンにて初出。新装版ロックマンメガミックス1,2巻（ウェッジホールディングス）に収録
- 『ロックマン9』 アレンジサウンドトラック（2008年10月10日 インティ・クリエイツ） - ジャケットイラスト、収録曲『光る明日へ』作詞参加[8]、ライナーノートに9のプレストーリー『誰が為に』を掲載（「誰が為に」はウェッジ版ロックマンマニアックスに収録）

### その他のロックマン関連
- 『最新版ロックマン大百科』（1994年12月20日 講談社、コミックボンボンスペシャル96） - 構成、協力、Dr.ワイリーのロボット入門
- 『ロックマン10年史大事典』（1998年3月講談社）- 上記参照
- 『ロックマン&フォルテ』（1998年4月 カプコン、スーパーファミコン） - ダイナモマンとバーナーマンのデザイン、パッケージ、特典の下敷きイラスト
- 『カプコンミュージックジェネレーション ファミコン音楽全集 ロックマン1～6』（2002年9月20日 カプコン・セルピュータレーベル） - ライナーノート、ブックレット 、イラスト
- 『リマスタートラック ロックマンゼロ』（2004年5月28日 インティ・クリエイツ） - コメント、イラスト寄稿
- 『ZX TUNES』（2006年10月27日 インティ・クリエイツ） - マルチジャケットのうちの一枚
- 『R20 ロックマン&ロックマンXオフィシャルコンプリートワークス』（2008年3月25日 カプコン） - 監修・編集、寄稿イラスト[9]
- 『ZX GIGAMIX』（2008年8月1日 インティ・クリエイツ） - 収録曲のセレクト、描きおろしドラマリンクイラスト
- 『ロックマン9』アレンジサウンドトラック（2008年10月10日 インティ・クリエイツ） - 上記参照
- 『チップチューンド ロックマン』（2009年10月15日 インティ・クリエイツ） - コメント、イラスト寄稿
- 『ロックマン10』イメージサウンドトラック（2010年4月30日 インティ・クリエイツ） - 収録曲『One And Only』作詞参加[10]
- MEGAMAN TRIBUTE（2011年7月19日 Udon Entertainment） - イラスト寄稿、ハードカバー版表紙
- 『R20+5 ロックマン＆ロックマンＸオフィシャルコンプリートワークス』（2012年12月17日 カプコン）- 監修・編集、寄稿イラスト、インタビュアーとして[11]
- 『アクションゲームサイド Vol.A』（2012年12月3日 マイクロマガシン社 ）- インタビュー、ピンナップイラスト寄稿（2008年記事の再録）

### 漫画作品
※はありがひとし名義
- THE ビッグオー （原作：矢立肇、講談社 月刊マガジンZ 1999年8月号～2001年11月号）
  - THE ビッグオー -LOST MEMORY- （原作：矢立肇、講談社 月刊マガジンZ 2002年11月号～2003年10月号）
- みみみ 〜猫とロボと小説～ （講談社 月刊マガジンZ 2002年6月号）※ - 読み切り漫画。
- アイアンジョーカーズ （脚本：ほそのゆうじ、秋田書店 週刊少年チャンピオン 2004年20号～38号） - ほそのゆうじが脚本を務めたのは1話から11話まで（週刊少年チャンピオン31号掲載分まで）である。
- 鉄板少女アカネ!! （原作：青木健生、少年画報社 ヤングキング 2005年10号～2006年12号・2006年19号～2007年1号）※
- TRIO De PINCH! （メディアファクトリー 月刊コミックアライブ 2006年11月号～2007年4月号）※ - 短期連載。内容はSFジェットコースター漫画。なお、アーケードゲーム「トリオ・ザ・パンチ」とは無関係。
- 赤ちゃん☆ベイビーまりねちゃん （竹書房 本当にあった愉快な話愛のイトナミSP 2006年4月号～6月号、本当にあったゆかいな話DX 2006年10月号～2008年8月）※
- ズバッと解決! 科学のギモン（学研 2007年8月 まんが科学マガジン）
- KLONOA: Dream Traveller of Noctis Sol（脚本：ジム・ザブ、バンダイナムコゲームス SHIFTYLOOK 2012年9月～2014年3月）- 『風のクロノア』のアメコミ版執筆

### コラム作品、その他
- 別冊宝島 僕たちの好きなガンダム（宝島社）
  - 662 TV版『機動戦士ガンダム』全エピソード解析 （2002年7月25日）
  - 694 全登場キャラクター徹底解析編 （2002年11月2日）
  - 722 全モビルスーツ&メカニック徹底解析編 （2003年1月28日）
- レジェンド 80'S「ザ・スキーム サウンドトラック」 （2002年8月21日 サイトロン・デジタルコンテンツ） - ジャケットイラスト
- 血文字GJ -猫子爵冒険譚 （2005年2月 著：赤城毅、祥伝社、ノン・ノベル） - 表紙、挿絵
- 復讐する化石 -猫子爵冒険譚 （2005年8月 著：赤城毅、祥伝社、ノン・ノベル） - 表紙、挿絵
- 鴉 -KARAS-（2005年5月～2007年10月 タツノコプロ企画室、監督・さとうけいいち） - SPECIAL THANKS
- スター・ウォーズ ×マンガ 【銀】 （2005年12月22日 TOKYOPOP） - ジャワ族漫画
- 帝立愚連隊 （2006年3月18日 著：水城正太郎、竹書房、ゼータ文庫） - 表紙、カラー口絵、挿絵
- SPARKS RENEWAL -スパークス新装版- （2006年3月31日 著：いづなよしつね、マジキューコミックス） - ゲスト原稿
- 恐竜王国D-1（ダイナソー　ワン）めいろブック （2008年2月 金の星社）※ - 絵本
- 妖怪天国　霊界めいろブック （2009年2月23日 金の星社）※ - 絵本
- モンスター伝説めいろブック （2010年8月 金の星社）※ - 絵本
- ポケモンカードゲームデッキシールドイラスト（ポケモン） ※
  - ダゲキ・ナゲキ （2011年4月）
  - レッド・グリーン （2012年12月）
- ポケモンカードゲーム（ポケモン）※ - メインアート
  - サマーカーニバル in 東京タワー （2011年7月）
  - バトルカーニバル 2011 （2011年11月）
  - バトルカーニバル 2012 スプリング （2012年5月）
- マッツァンカードゲーム第1弾「今世紀最大の戦い」（2019年 ゲーム実況グループ「いい大人達」制作オリジナルカードゲーム」）[12]
  - ノッチ神撃剣！！[13]
- マッツァンカードゲーム第2弾「小宇宙パワー全開バトル！！」（2020年 ゲーム実況グループ「いい大人達」制作オリジナルカードゲーム」）[12]
  - 星獣オフューカス[14]

### ゲーム関連
- どらごんegg! （1991年9月 メサイヤ、PCエンジン） - ビジュアルシーン原画
- 改造町人シュビビンマン3 -異界のプリンセス- （1992年2月 メサイヤ、PCエンジンCD-ROM2） - ビジュアルシーンドット
- らんま1/2（メサイヤ、スーパーファミコン） - キャラクタードット
  - 町内激闘編 （1992年3月)
  - 爆裂乱闘編 （1992年12月)
- ベア・ナックルII 死闘への鎮魂歌 （1993年1月 セガ （開発：エインシャント）、メガドライブ） - キャラクタードット
- アクトレイザー2 （1993年10月 エニックス （開発：クインテット）、スーパーファミコン） - キャラクタードット
- ガイア幻想紀（1993年11月 エニックス （開発：クインテット）、スーパーファミコン） - キャラクタードット
- バトルZEQUE伝（1994年7月 アスミックエース（開発：アルシスソフトウェア)、スーパーファミコン） - アニメーションアーティスト
- ゲッツェンディーナー （1994年11月 ガイナックス、PCエンジンSUPER CD-ROM2） - モンスタードット
- ストーリー オブ トア （1994年12月 セガ （開発：エインシャント）、メガドライブ） - キャラクターデザイン、キャラクタードット
- THOR -精霊王紀伝- （1996年4月 セガ （開発：エインシャント）、セガサターン） - キャラクターデザイン、キャラクタードット
- バトルバ （1996年12月 ビクター （開発：エインシャント）、セガサターン） - キャラクターデザイン
- アニメチックストーリーゲーム(1) カードキャプターさくら （1999年8月 アリカ、PlayStation） - キャラクタードット等
- 激闘!カーバトラーGo!! （2001年11月 ビクター （開発：エインシャント）、ゲームボーイアドバンス） - キャラクターデザイン、キャラクタードット
- メタルガンスリンガー （2002年9月 アットマーク、ゲームボーイアドバンス） - キャラクターイラスト
- 家庭教師ヒットマンREBORN! バトルアリーナ（2008年9月 マーベラスエンターテイメント（開発：エインシャント）、PlayStation Portable） - キャラクターイラスト
  - 家庭教師ヒットマンREBORN! BATTLE ARENA2 スピリットバースト（2009年9月 マーベラスエンターテイメント、PlayStation Portable） - キャラクターイラスト
- ポケットモンスター X・Y（2013年10月 ポケモン・任天堂（開発：ゲームフリーク）、ニンテンドー3DS） - ポケモンデザイン
- ポケットモンスター オメガルビー・アルファサファイア（2014年11月 ポケモン・任天堂（開発：ゲームフリーク）、ニンテンドー3DS） - ポケモンデザイン、イラストサポート
- ポケットモンスター ソード・シールド（2019年11月 ポケモン・任天堂（開発：ゲームフリーク）、Nintendo Switch） - ポケモンデザイン[15]
- ポケットモンスター スカーレット・バイオレット（2022年11月 ポケモン・任天堂（開発：ゲームフリーク）、Nintendo Switch） - ポケモンデザイン
- 桃太郎電鉄 〜昭和 平成 令和も定番!〜（2020年11月 コナミデジタルエンタテインメント、Nintendo Switch） - ビッグボンビーデザイン[16]

### 児童書
- 「ようかいとりものちょう」シリーズ（ありがひとし名義、岩崎書店刊、作：大崎悌造）
  - ようかいとりものちょう　さらわれたのっぺらぼう（2013年10月）
  - ようかいとりものちょう　大どろぼう! ハリネズミ小僧（2014年5月）
  - ようかいとりものちょう　ヌエ対バク! 妖獣大決戦（2014年11月）
  - ようかいとりものちょう　ゼニガメ平次と呪いの妖刀（2015年10月）
  - ようかいとりものちょう　怪奇! 謎の妖怪忍者（2016年7月）
  - ようかいとりものちょう　激闘! 雪地獄妖怪富士（2017年1月）
  - ようかいとりものちょう　雷撃! 青龍洞妖海大戦（2017年7月）
  - ようかいとりものちょう　暗雲! 妖怪お江戸絶体絶命（2018年6月）
  - ようかいとりものちょう乙　九尾の狐が闇に舞う（2019年2月）
  - ようかいとりものちょう乙　八咫の鴉が死を招く（2019年9月）
  - ようかいとりものちょう乙　十六夜双鬼が血に笑う（2020年2月）
  - ようかいとりものちょう乙　七尾の炎狐が邪を祓う（2020年9月）
  - ようかいとりものちょう乙　黒縄地獄に吼える鬼（2021年2月）
  - ようかいとりものちょう乙　叫喚地獄の牛頭と馬頭（2021年10月）
  - ようかいとりものちょう乙　焦熱地獄で婆山燃ゆ（2022年4月）
  - ようかいとりものちょう乙　無間地獄は阿鼻の闇（2022年10月）
  - ようかいとりものちょう✕（バツ） 怒れる狢と魔縁の天狗（2023年4月）
  - ようかいとりものちょう✕（バツ）水妖虎豹と怨嗟の雷神（2023年12月）
  - ようかいとりものちょう✕（バツ）傀儡と飛天と鋼の大蝦蟇（2024年8月）
- （※以降、作・画：ありがひとし、原案：大崎悌造）
  - ようかいとりものちょう✕（バツ）最後の眷士と暗黒妖狐（2025年7月）
- ジュラシック・パーク（小説、ポプラキミノベル刊、文：高木敦史、監督：スティーブン・スピルバーグ）※イラストを担当